# Hosny Abd Rabo
Hosny Abd Rabo   (Ismaïlia, 1 de novembre de 1984) és un exfutbolista egipci de la dècada de 2000.
Fou internacional amb la selecció d'Egipte amb la qual participà en la Copa del Món de futbol de 1990.
Pel que fa a clubs, destacà a Ismaily i Strasbourg.